# Rotonda (arquitectura)

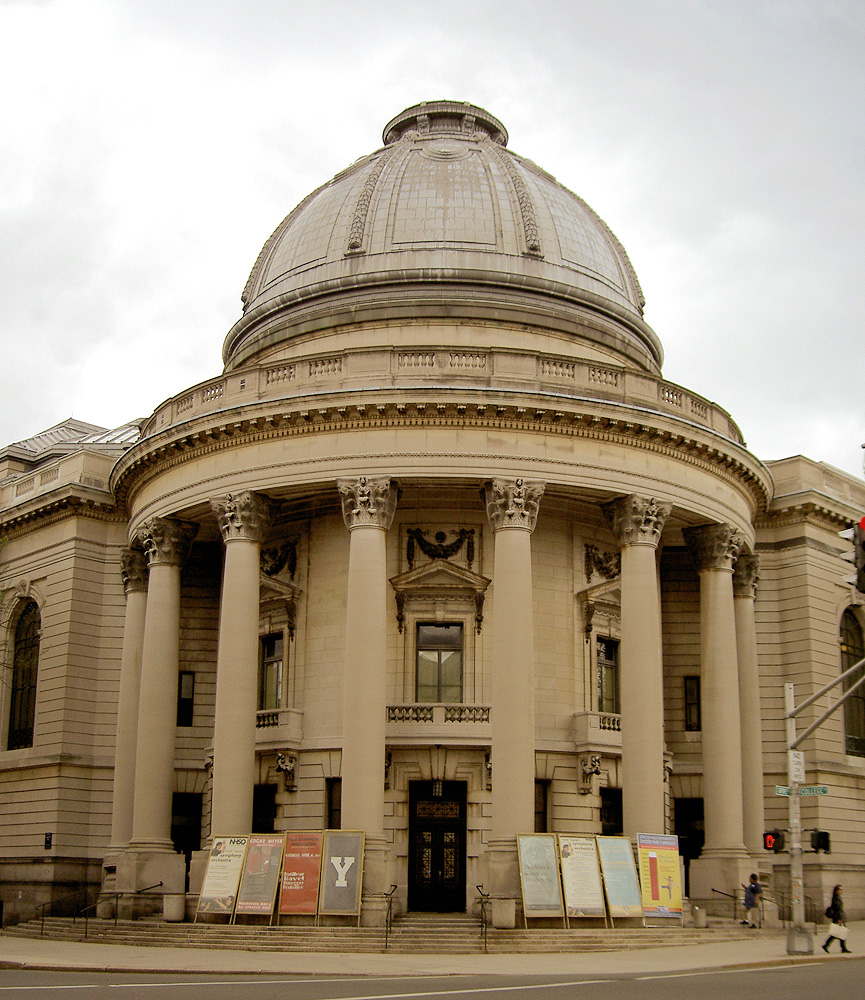
Rotonda memorial a Yale (EUA)

Una rotonda és un edifici o sala circular (de vegades pot ser un temple), cobert per una cúpula o sostre igualment circular. Unes rotondes conegudes són el Panteó de Roma, l'església del Sant Sepulcre de Jerusalem i les seves nombroses imitacions la magna capella del Monestir de l'Escorial, la capella dels Mèdici a Florència, l'església de l'Assumpció de París està superada per una rotonda de fusta, l'antic mercat del blat, avui Borsa del Comerç de la mateixa capital, està superada per una rotonda de ferro, la Vila Capra, també coneguda com a vila Rotonda. S'anomena també rotonda al templet circular que servia de pur ornament amb una sola fila de columnes i que solia adornar els jardins dels segles xvii i xviii, a imitació del que hi havia als jardins de Versalles amb el nom de Sala o Bosquet d'Apol·lo.